# 公民教育
公民教育とは、高等学校における教科「公民」についての教育活動・内容などの総称。
中学校における社会科教育における公民的分野（政治・経済・社会問題などを扱う）との関連が強く、広義にはこれらの内容も含まれる。

## 概要
学習指導要領によれば、公民教育の目標は公民的資質の形成とされている。高等学校においては公共（2021年度以前入学者は現代社会）、政治・経済、倫理の3つの科目が定められており、「公共」は2年次までに必ず履修し、「政治・経済」と「倫理」は履修可能な科目である。なお、2021年度以前の入学者は「現代社会」または「政治・経済」と「倫理」のどちらかを履修しなければならないが、多くの高等学校では「現代社会」を1年次に履修する形がとられている。
ただし、多くの高等学校ではこれらの分野は軽視され、専任の教諭がいなかったり、必要最低限度の授業しか行われなかったりしている。このことは、大学入試でこれらの科目を要求する大学・学部が少数であることと関連している。

## 公民教育の内容
公民教育における教育内容を大まかに分けると、次のようなものになる（但し以下の区分は、教育行政や諸学会において明示された区分ではない）。
- 政治領域 ＝ 国際政治も含まれる。また関連領域として法も扱われる。
- 経済領域 ＝ 国際経済も含まれる。また関連領域として金融や流通も扱われる。
- 倫理領域 ＝ 哲学・倫理学の内容。また科学技術についても触れられることがある。
- 社会領域 ＝ 現代社会の諸問題（特に青年期の問題）を扱う。

これらの内容のうち、「現代社会」ではすべてを網羅的に、「政治・経済」では政治領域と経済領域を中心に、「倫理」では倫理領域と社会領域を中心に扱う。

## 教員養成に関する課題
日本で高等学校「公民」の教員免許を取得する際には、教育職員免許法施行規則第五条に基づき、次の内容を含む科目を規定単位数以上（それぞれ2単位以上）履修する必要がある。2010年2月現在、中学校「社会」・高等学校「公民」の教員免許は教員養成系や社会科学系の多くの大学・学部（通信教育を含む）で取得可能である。
- 政治学（国際政治を含む）または法律学（特に憲法学。国際法を含む）
- 経済学（国際経済を含む）または社会学
- 哲学、倫理学、宗教学、心理学
- 公民科教育学（中学校の場合は社会科教育学）

教育職員免許法施行規則の規定から、公民教育が取り扱うべき分野全てを履修していなくても教員免許は取得可能である。公民教育で取り扱うべき学問領域が多岐にわたるためか、免許取得可能な大学・学部が他の教科以上に多いが、他方で教科「公民」の高等学校での需要は（特に大学受験にかかわって）あまり高くない。よって、免許取得者の多さと高等学校での需要の低さから教員採用試験でも高倍率になりやすく、複数免許（特に「地理歴史」）の免許取得が事実上必須となる。
なお、中学校「社会」の免許取得のためには、公民教育が扱う分野以外に日本史、外国史（西洋史、東洋史）、地理学の単位を各2単位ずつ履修する必要がある。